# Échallat
Échallat (okzitanisch: gleichlautend) ist ein Ort und eine Gemeinde mit 481 Einwohnern (Stand 1. Januar 2022) im westfranzösischen Département Charente in der Region Nouvelle-Aquitaine. Die Gemeinde besteht aus mehreren Weilern (hameaux) und Einzelgehöften.

## Lage
Der Ort Échallat liegt in der alten Kulturlandschaft des Angoumois, einem Teil der Charente, in einer Höhe von etwa 95 m ü. d. M. und ist rund 22 km (Fahrtstrecke) in nordwestlicher Richtung von der Stadt Angoulême entfernt.

## Bevölkerungsentwicklung
| Jahr      | 1800 | 1851 | 1901 | 1954 | 1999 | 2013 |
| Einwohner | 1046 | 855  | 600  | 517  | 423  | 498  |

Der Bevölkerungsrückgang im ausgehenden 19. und in der ersten Hälfte des 20. Jahrhunderts ist in der Hauptsache auf den Verlust an Arbeitsplätzen infolge der Reblauskrise im Weinbau und der insgesamt zunehmenden Mechanisierung der Landwirtschaft zurückzuführen.

## Wirtschaft
Lebten die Bewohner des Ortes jahrhundertelang als Selbstversorger von den Erträgen ihrer Felder und Gärten, so wurde im ausgehenden Mittelalter und in der frühen Neuzeit der Weinbau vorangetrieben, der – nach der Reblauskrise im ausgehenden 19. und beginnenden 20. Jahrhundert – jedoch nicht wieder seine frühere Bedeutung erreichte. Eine nicht unbedeutende Rolle für das Wirtschaftsleben der Gemeinde spielt auch der Tourismus in Form der Vermietung von Ferienwohnungen (gîtes).

## Geschichte
Im Mittelalter war das Gemeindegebiet stark bewaldet; der Forêt de Marange diente den Grafen von Angoulême als Jagdgebiet. Das gemeine Volk hatte lediglich das Recht, für eigene Bedürfnisse Holz zu schlagen. Mangels erhaltener Aufzeichnungen ist über die Ereignisse während des Hundertjährigen Krieges (1337–1453) oder der Hugenottenkriege (1562–1598) nichts bekannt.

## Sehenswürdigkeiten

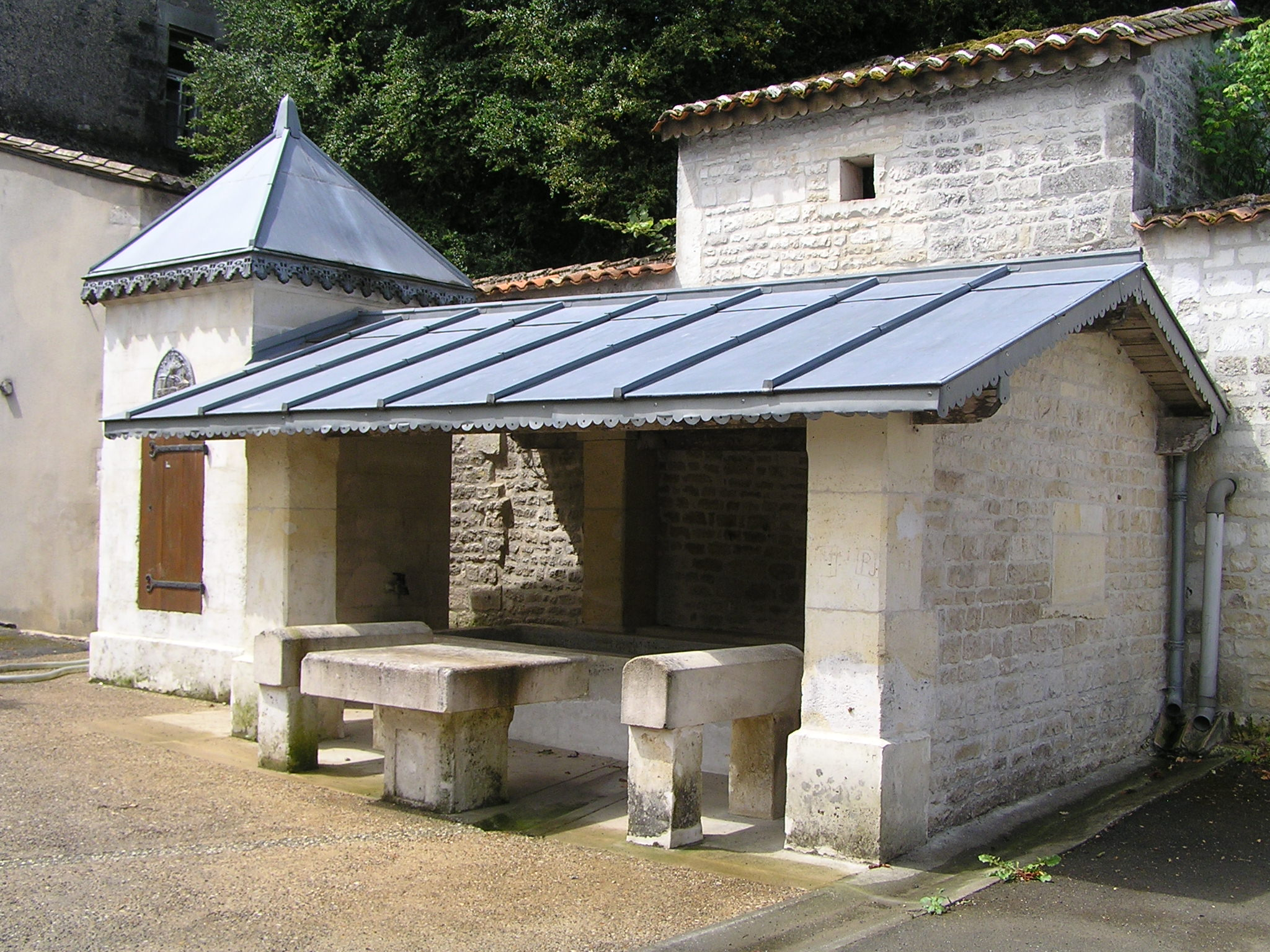
Brunnenhaus und Waschhaus

- Die ehemalige Prioratskirche und heutige Pfarrkirche Saint-Maurice entstand im 12. Jahrhundert; im 15. Jahrhundert wurde sie erhöht – so entstanden über dem Kirchenschiff Räumlichkeiten, die im Verteidigungsfall genutzt werden konnten. Die schräggestellten Strebepfeiler der Westfassade erhielten kleine pyramidale Aufsätze mit Kugeln; das Portal wurde zu einem gotischen Archivoltenportal umgestaltet. Die Joche des Kirchenschiffs sind tonnengewölbt; die Vierung wird von einer Kuppel auf Pendentifs überdeckt. Zahlreiche figürliche und vegetabilische Kapitelle der Romanik sind erhalten. Der Kirchenbau ist seit dem Jahr 1986 als Monument historique anerkannt.[2]
- Am Ortsrand steht ein überdachtes Brunnenhäuschen mit einem angeschlossenen Waschhaus (lavoir) aus dem 19. Jahrhundert.